# Fernando Couto
Pour les articles homonymes, voir Couto.
Fernando Manuel da Silva Couto, est un footballeur international portugais, né le 2 août 1969 à Espinho au Portugal.
Ce défenseur central évolue au cours de sa carrière professionnelle dans plusieurs grands clubs européens, avec lesquels il est notamment sacré au Portugal, en Espagne et en Italie, remportant au passage trois coupes d'Europe. Il fait partie de la génération dorée du Portugal (avec Luís Figo, Rui Costa ou encore Paulo Sousa) qui remporte la  Coupe du Monde Juniors en 1989.
Fernando Couto compte 110 sélections pour 8 buts marqués en équipe nationale, ce qui fait de lui, le quatrième joueur portugais le plus capé derrière Nani, Luís Figo  et Cristiano Ronaldo. De 2000 à 2004, il est le capitaine de cette sélection. Il reste dans la mémoire collective des portugais, comme un des plus grands défenseurs centraux de l'histoire de la sélection.
Il est actuellement entraîneur-adjoint au SC Braga.

## Carrière de joueur

### En club

#### FC Porto
Né à Espinho dans une famille de huit enfants, Fernando Couto fait ses premiers pas en jouant avec le club de sa ville natale, le Sporting de Espinho. Il est repéré en 1986 par le FC Porto qui le fait évoluer au sein de ses équipes de jeunes avant de l'incorporer logiquement au sein du groupe professionnel l'année de ses seize ans en 1987. Il fait ses débuts en première division au cours de la saison 1987-1988 mais ne joue cette année-là qu'un seul match. Grâce à ce match, il décroche son premier titre, son équipe terminant en tête du championnat portugais à la fin de la saison.
Pour obtenir du temps de jeu, il est prêté lors de l'été 1989, à l'Académica de Coimbra, club qui évolue en II Divisão (deuxième division). Il participe à 28 matchs de championnat et inscrit trois buts avant de revenir à la fin de la saison au FC Porto, son club formateur. Ce retour au sein du club champion du Portugal en titre est prometteur pour le jeune Fernando Couto, alors âgé de 21 ans, qui porte cette saison-là le maillot des Dragões à 25 reprises (pour trois buts).
Bénéficiant de la confiance de ses différents entraîneurs à Porto (Artur Jorge, puis Carlos Alberto Silva et Tomislav Ivic), il parvient à s'imposer durablement au sein de la défense, disputant au total 106 matchs en quatre saisons de 1990 à 1994. Artur Jorge, qui possède à la fois la casquette d'entraîneur de Porto et de sélectionneur du Portugal, lui offre sa première sélection le 19 décembre 1990 à l'occasion d'une rencontre amicale face aux USA (1-0). En plus de ses sélections, le passage chez les bleus et blancs de Porto lui permet aussi de décrocher deux titres de Champion du Portugal en 1992 et en 1993 mais également deux Coupes du Portugal en 1991 et 1994 et deux Supercoupe du Portugal en 1991 et 1993.

#### Parme
Au cours de l'été 1994, Couto quitte le championnat portugais pour rejoindre le Calcio et Parme, quatrième du championnat la saison précédente. Cette place permet au club parmesan de disputer la Coupe UEFA 1994-1995 et d'y réussir un superbe parcours. Éliminant successivement le Vitesse Arnhem, l'AIK Solna, l'Athletic Bilbao, l'OB Odense, le Bayer Leverkusen avant de vaincre la Juventus (1-0 ; 1-1) en finale aller-retour, Couto et ses coéquipiers remportent le deuxième trophée européen de l'histoire du club. La même saison, le défenseur portugais dispute 27 matchs (inscrivant 4 buts) en championnat et contribue à placer le club d'Émilie-Romagne sur la troisième marche du podium. La saison suivante est moins brillante pour le natif d'Espinho qui continue à être titulaire en sélection mais dispute seulement 12 matchs en championnat. Il est alors sollicité par le FC Barcelone qu'il rejoint à l'orée de la saison 1996-1997 contre la somme de 5,5 millions d'euros.

#### FC Barcelone
Son passage à Barcelone, qui lui permet de côtoyer son coéquipier en sélection, Luís Figo, est de nouveau marqué par plusieurs victoires significatives dans de grandes compétitions. En deux saisons, Couto remporte deux Coupes d'Espagne, un titre de Champion d'Espagne (1998) et une Coupe européenne, la Coupe des Coupes 1997 remportée 1-0 face au Paris Saint Germain le 14 mai 1997 à Rotterdam. Fernando Couto dispute l'intégralité du match au côté d'Abelardo Fernández en défense centrale. Lors de l'été 1998, et après une saison 1997-1998 ou le Portugais ne dispute que 18 rencontres, la Lazio Rome débourse 1,8 million d'euros pour le faire revenir en Italie.

#### Lazio Rome
Arrivé du FC Barcelone en compagnie d'Iván de la Peña, Fernando Couto justifie de nouveau son statut de porte-bonheur en décrochant dès sa première saison dans le club laziale la Coupe des Coupes 1999. Participant au parcours victorieux des Romains, il n'entre qu'à la 91e minute de la finale remportée 2-1 face à Majorque le 19 mai 1999 à Birmingham. L'équipe de la Lazio, composée de joueurs de qualité (Nedvěd, Mihajlović, Vieri, Salas) brille cette année-là en championnat terminant sur les talons du Milan AC. Les joueurs de Sven-Göran Eriksson décrochent le jackpot la saison suivante en remportant le doublé Coupe d'Italie-Championnat, l'année du centenaire du club. Fernando Couto ne dispute cependant que 14 matchs en championnat cette saison-là.
Quelques mois après la victoire de son club en Supercoupe d'Italie (4-3 face à l'Inter Milan), Fernando Couto subit en 2001 un test antidopage positif à la nandrolone à l'occasion de la rencontre opposant son club à la Fiorentina le 28 janvier 2001. Il nie totalement les faits mais est condamné à dix mois de suspension en première instance avant de voir sa peine réduite, en appel, à quatre mois, à l'automne 2001. À son retour de suspension (durant laquelle il aura reçu le soutien total des tifosi de la Lazio), le Portugais retrouve sa place au sein de la défense romaine. Malheureusement pour lui, la Lazio Rome rentre petit à petit dans le rang après le départ de plusieurs de ses stars et quelques erreurs de recrutement. La Lazio a de plus en plus de mal à jouer les premiers rôles en championnat au début des années 2000, et les Biancocelesti « se contentent » de la Coupe d'Italie 2004 en battant en finale aller-retour les Turinois de la Juventus (2-0, 2-2). Couto est titulaire lors du match aller au Stadio olimpico mais reste sur le banc au match retour.

#### Fin de carrière
Après sept saisons et 145 matchs (9 buts) sous le maillot azur de la Lazio, le défenseur central portugais annonce en 2005 son départ du club à la suite du refus de ses dirigeants de revaloriser son contrat qui arrive à échéance cette année-là. À l'été 2005, il pose alors de nouveau ses valises à Parme. Il porte à 23 reprises le maillot parmesan au cours de cette saison 2005-2006 qui voit son club terminer dans le ventre mou, à la dixième place du championnat. Blessé dès le début de la saison 2006-2007, il revient plutôt bien, jouant 23 matchs durant la seconde partie de cet exercice. Les Parmesans assurent une douzième place moyenne et Couto, à 38 ans s'engage pour une édition 2007-2008 désastreuse pour le club d'Émilie-Romagne : terminant le championnat à une catastrophique avant-dernière place (avec seulement sept victoires à leur actif), Fernando Couto (qui participe cette saison-là à 14 matchs) et ses coéquipiers sont relégués en Serie B. Son contrat n'étant pas renouvelé à la fin de cet exercice, le Portugais décide de raccrocher les crampons. Il joue son dernier match le 18 mai 2008 lors d'une défaite de son club à domicile face à l'Inter Milan (0-2). Il est alors âgé de 39 ans.

### En sélection
En 1989, il est sélectionné pour participer à la Coupe du monde de football des moins de 20 ans en Arabie saoudite. Le Portugal gagne le trophée et apparaît alors à cette époque comme l'équipe à suivre pour les années à venir avec des joueurs de qualité comme Couto mais aussi João Pinto ou Paulo Sousa. Malheureusement pour le Portugal, cette génération dorée ne remportera aucun trophée chez les A. Elle rate même la qualification pour les Coupes du monde 1994 et 1998.
Fernando Couto fête sa première sélection chez les A le 19 décembre 1990, face aux États-Unis sur une victoire 1-0. Le sélectionneur de l'équipe lusitanienne est alors Artur Jorge, son entraîneur à Porto. Il marque son premier but en sélection le 24 février 1993, face à l'Italie (1-3) lors d'un match qualificatif pour la Coupe du monde 1994.
Sa première compétition internationale est l'Euro 1996 où le Portugal s'incline en quart-de-finale face à la République tchèque. Lors de cette compétition, il marque son seul but en phase finale d'un tournoi international lors du match de poule Portugal-Turquie (1-0). Le Portugal manque la qualification pour la Coupe du monde 1998 en terminant 3e de son groupe. Lors de l'Euro 2000, son équipe atteint la demi-finale (meilleure performance historique égalée de l'Euro 1984) en se faisant éliminer sur un penalty en or de Zinédine Zidane à 117e minute. La Coupe du monde 2002 sera par contre catastrophique puisque le Portugal est éliminé dès le premier tour. Lors de ces trois phases finales, Fernando Couto joue tous les matchs de son équipe.
La dernière compétition internationale de Fernando Couto est l'Euro 2004 disputé à domicile, où il est nommé capitaine de l'équipe au départ du tournoi. Mais la compétition tourne court pour lui puisqu'après avoir perdu le premier match 2 buts à 1 face à la Grèce (futur vainqueur de l'épreuve), il est écarté de l'équipe titulaire par Luiz Felipe Scolari, comme Paulo Ferreira et Nuno Gomes. Ricardo Carvalho lui est ensuite préféré jusqu'au bout du tournoi. Couto entre tout de même deux fois en jeu,  face à l'Espagne lors du troisième match de poule (victoire, entrée à la 85e minute) et lors de la demi-finale face aux Pays-Bas (victoire 2-1, entrée à la 87e minute). Malgré son entame de tournoi catastrophique, le Portugal atteint pour la première fois de son histoire la finale d'une compétition internationale. Malheureusement pour Couto et ses coéquipiers, ils subissent de nouveau en finale la loi des Grecs, qui s'imposent sur le score de 1-0. Pour cette finale, Luiz Felipe Scolari, sélectionneur, accorde de nouveau sa confiance à la charnière composée de Ricardo Carvalho et de Jorge Andrade pour sécuriser l'axe de la défense portugaise et laisse Couto sur le banc.
Après cette compétition, Fernando Couto annonce sa retraite internationale, après avoir joué 110 matchs et marqué 8 buts en faveur du Portugal. Il est, à l'heure actuelle, dans le top 10 des joueurs les plus capés de la Selecção.

## Après-carrière
En juin 2010, deux ans après avoir raccroché les crampons, il devient le directeur sportif du SC Braga, club de première division portugaise. Il démissionne de ce poste en janvier 2012 afin de devenir entraîneur dans une ligue nouvelle créée en Inde (Bengal Premier League Soccer) dans l'équipe de Manchester Howrah, mais le championnat ne se fera pas. Il revient alors en juin à Braga mais en tant qu'entraîneur-adjoint de José Peseiro.

## Palmarès

### En club
- Vainqueur de la Supercoupe d'Europe en 1997 avec le FC Barcelone et en 1999 avec la Lazio Rome
- Vainqueur de la Coupe d'Europe des Vainqueurs de Coupe en 1997 avec le FC Barcelone et en 1999 avec la Lazio Rome
- Vainqueur de la Coupe de l'UEFA en 1995 avec le Parme AC
- Champion du Portugal en 1988, en 1992 et en 1993 avec le FC Porto
- Champion d'Espagne en 1998 avec le FC Barcelone
- Champion d'Italie en 2000 avec la Lazio Rome
- Vainqueur de la Coupe du Portugal en 1988, en 1991 et en  1994 avec le FC Porto
- Vainqueur de la Coupe d'Espagne en 1997 et en 1998 avec le FC Barcelone
- Vainqueur de la Coupe d'Italie en 2000 et en 2004 avec la Lazio Rome
- Vainqueur de la Supercoupe du Portugal en 1990, en 1992 et en 1994 avec le FC Porto
- Vainqueur de la Supercoupe d'Espagne en 1996 avec le FC Barcelone
- Vainqueur de la Supercoupe d'Italie en 1998 et en 2000 avec la Lazio Rome

### EnÉquipe du Portugal
- 110 sélections et 8 buts[7] entre 1990 et 2004
- Vainqueur de la Coupe du monde des moins de 20 ans en 1989 avec les moins de 20 ans
- Participation au Championnat d'Europe des Nations en 1996 (1/4 de finaliste), en 2000 (1/2 finaliste) et en 2004 (Finaliste)
- Participation à la Coupe du monde en 2002 (premier tour)

| Buts en sélection de Fernando Couto | Buts en sélection de Fernando Couto | Buts en sélection de Fernando Couto | Buts en sélection de Fernando Couto | Buts en sélection de Fernando Couto | Buts en sélection de Fernando Couto | Buts en sélection de Fernando Couto | Buts en sélection de Fernando Couto |
| N°                                  | Sél.                                | Date                                | Lieu                                | Adversaire                          | Score final                         | Résultats                           | Compétitions                        |
| ----------------------------------- | ----------------------------------- | ----------------------------------- | ----------------------------------- | ----------------------------------- | ----------------------------------- | ----------------------------------- | ----------------------------------- |
| 1                                   | 15.                                 | 24 février 1993                     | Porto, Portugal                     | Italie                              | 1–2                                 | 1-3                                 | Qualification Coupe du monde 1994   |
| 2                                   | 22.                                 | 18 décembre 1994                    | Lisbonne, Portugal                  | Liechtenstein                       | 5–0                                 | 8-0                                 | Qualification Euro 1996             |
| 3                                   | 30.                                 | 24 janvier 1996                     | Paris, France                       | France                              | 0-1                                 | 2-3                                 | Match amical                        |
| 4                                   | 34.                                 | 14 juin 1996                        | Nottingham, Angleterre              | Turquie                             | 1–0                                 | 1-0                                 | Euro 1996                           |
| 5                                   | 40.                                 | 9 novembre 1996                     | Porto, Portugal                     | Ukraine                             | 1–0                                 | 1-0                                 | Qualification Coupe du monde 1998   |
| 6                                   | 52.                                 | 18 novembre 1998                    | Setúbal, Portugal                   | Israël                              | 1–0                                 | 2-0                                 | Match amical                        |
| 7                                   | 96.                                 | 10 juin 2003                        | Lisbonne, Portugal                  | Bolivie                             | 2–0                                 | 4-0                                 | Match amical                        |
| 8                                   | 107.                                | 5 juin 2004                         | Setúbal, Portugal                   | Lituanie                            | 1-0                                 | 4-1                                 | Match amical                        |

## Statistiques

### Statistiques générales
Sources,,:
| Saison                | Club                        | Championnat           | Championnat | Championnat | Coupe(s) nationale(s) | Coupe(s) nationale(s) | Supercoupe | Supercoupe | Compétition(s) continentale(s) | Compétition(s) continentale(s) | Compétition(s) continentale(s) | Portugal | Portugal | Total | Total |
| Saison                | Club                        | Division              | M.          | B.          | M.                    | B.                    | M.         | B.         | Comp.                          | M.                             | B.                             | M.       | B.       | M.    | B.    |
| 1987-1988             | FC Porto                    | Primeira Divisão      | 1           | 0           | -                     | -                     | -          | -          | -                              | -                              | -                              | -        | -        | 1     | 0     |
| Sous-total            | Sous-total                  | Sous-total            | 1           | 0           | -                     | -                     | -          | -          | -                              | -                              | -                              | -        | -        | 1     | 0     |
| 1989-1990             | Académica de Coimbra (prêt) | Liga de Honra         | 28          | 3           | -                     | -                     | -          | -          | -                              | -                              | -                              | -        | -        | 28    | 3     |
| Sous-total            | Sous-total                  | Sous-total            | 28          | 3           | -                     | -                     | -          | -          | -                              | -                              | -                              | -        | -        | 28    | 3     |
| 1990-1991             | FC Porto                    | Primeira Divisão      | 25          | 3           | -                     | -                     | -          | -          | C1                             | 4                              | 0                              | 1        | 0        | 30    | 3     |
| 1991-1992             | FC Porto                    | Primeira Divisão      | 32          | 2           | -                     | -                     | -          | -          | C2                             | 4                              | 0                              | 9        | 0        | 45    | 2     |
| 1992-1993             | FC Porto                    | Primeira Divisão      | 26          | 4           | -                     | -                     | -          | -          | C1                             | 7                              | 2                              | 7        | 1        | 40    | 7     |
| 1993-1994             | FC Porto                    | Primeira Divisão      | 23          | 1           | -                     | -                     | -          | -          | C1                             | 9                              | 0                              | 4        | 0        | 36    | 1     |
| Sous-total            | Sous-total                  | Sous-total            | 106         | 10          | -                     | -                     | -          | -          | -                              | 24                             | 2                              | 21       | 1        | 151   | 13    |
| 1994-1995             | Parme FC                    | Serie A               | 27          | 4           | 2                     | 0                     | -          | -          | C3                             | 8                              | 1                              | 4        | 1        | 41    | 6     |
| 1995-1996             | Parme FC                    | Serie A               | 12          | 0           | 1                     | 0                     | 1          | 0          | C2                             | 2                              | 0                              | 11       | 2        | 27    | 2     |
| Sous-total            | Sous-total                  | Sous-total            | 39          | 4           | 3                     | 0                     | 1          | 0          | -                              | 10                             | 1                              | 15       | 3        | 68    | 8     |
| 1996-1997             | FC Barcelone                | Liga                  | 26          | 0           | 5                     | 1                     | -          | -          | C2                             | 4                              | 1                              | 9        | 1        | 44    | 3     |
| 1997-1998             | FC Barcelone                | Liga                  | 18          | 0           | 2                     | 0                     | -          | -          | C1                             | 5                              | 0                              | 3        | 0        | 28    | 0     |
| Sous-total            | Sous-total                  | Sous-total            | 44          | 0           | 7                     | 1                     | -          | -          | -                              | 9                              | 1                              | 12       | 1        | 72    | 3     |
| 1998-1999             | Lazio Rome                  | Serie A               | 22          | 2           | 5                     | 0                     | 1          | 0          | C2                             | 8                              | 0                              | 9        | 1        | 45    | 3     |
| 1999-2000             | Lazio Rome                  | Serie A               | 14          | 0           | 5                     | 0                     | -          | -          | C1                             | 7                              | 0                              | 11       | 0        | 37    | 0     |
| 2000-2001             | Lazio Rome                  | Serie A               | 18          | 0           | 4                     | 0                     | -          | -          | C1                             | 8                              | 0                              | 8        | 0        | 38    | 0     |
| 2001-2002             | Lazio Rome                  | Serie A               | 29          | 1           | 2                     | 0                     | -          | -          | C1                             | 4                              | 0                              | 10       | 0        | 45    | 1     |
| 2002-2003             | Lazio Rome                  | Serie A               | 15          | 0           | 4                     | 0                     | -          | -          | C1                             | 12                             | 1                              | 10       | 1        | 41    | 2     |
| 2003-2004             | Lazio Rome                  | Serie A               | 23          | 3           | 4                     | 1                     | -          | -          | C1                             | 4                              | 0                              | 14       | 1        | 45    | 5     |
| 2004-2005             | Lazio Rome                  | Serie A               | 24          | 3           | -                     | -                     | 1          | 0          | C3                             | 3                              | 0                              | -        | -        | 28    | 3     |
| Sous-total            | Sous-total                  | Sous-total            | 145         | 9           | 24                    | 1                     | 2          | 0          | -                              | 46                             | 1                              | 62       | 3        | 279   | 14    |
| 2005-2006             | Parme FC                    | Serie A               | 23          | 0           | 1                     | 0                     | -          | -          | -                              | -                              | -                              | -        | -        | 24    | 0     |
| 2006-2007             | Parme FC                    | Serie A               | 23          | 2           | 1                     | 0                     | -          | -          | C3                             | 2                              | 0                              | -        | -        | 26    | 2     |
| 2007-2008             | Parme FC                    | Serie A               | 17          | 0           | 1                     | 0                     | -          | -          | -                              | -                              | -                              | -        | -        | 18    | 0     |
| Sous-total            | Sous-total                  | Sous-total            | 63          | 2           | 3                     | 0                     | -          | -          | -                              | 2                              | 0                              | -        | -        | 68    | 2     |
| Total sur la carrière | Total sur la carrière       | Total sur la carrière | 426         | 28          | 37                    | 2                     | 3          | 0          | -                              | 91                             | 5                              | 110      | 8        | 667   | 43    |